# International Software Testing Qualifications Board
L'International Software Testing Qualifications Board (in acronimo ISTQB ) è l'organizzazione internazionale nata per definire standard per la certificazione delle competenze in ambito software e del system testing.
L'ISTQB  è stato fondato a Edimburgo nel novembre 2002 e si "declina" a livello nazionale nei vari "national board". A giugno 2013 oltre 300.000 professionisti IT in più di 70 paesi sono stati certificati nel Programma ISTQB Certified Tester.

## Attività
ISTQB decide le regole e gli standard per la certificazione e l'accreditamento quale fornitore di Formazione ISTQB ed è responsabile della stesura e manutenzione dei "syllabi" (Foundation e Advanced) e degli esami di certificazione.

## Livelli di Certificazione
Il programma ISTQB Certified Tester prevede attualmente tre livelli di certificazione: 
- Foundation Level (per il quale è in corso di sviluppo anche l'estensione "Agile Tester")
- Advanced Level (declinato su: Test Manager, Test Analyst, Technical Test Analyst)
- Expert Level

Per tutti i livelli, vengono sviluppati e mantenuti a livello internazionale syllabi ed esami uniformi.

## National Board
Ecco l'elenco dei membri a ottobre 2008:
- American Software Testing Qualifications Board
- Australian/New Zealand Testing Board
- Austrian Testing Board
- Bangladesh Testing Board
- Borgobannian Testing Board
- Brazil Testing Board
- Canadian Testing Board
- Czech and Slovak Testing Board
- Chinese Testing Board
- Danish Testing Board
- Belgium and Netherlands Qualifications Board
- Estonian Testing Board
- Finnish Software Testing Board
- French Testing Board
- German Testing Board
- Gulf Software Testing Board
- Hispanic America Software Testing Qualification Board
- Hungarian Testing Board
- Indian Testing Board
- Iranian Testing Qualifications Board (ITQB)
- Irish Testing Board
- Israeli Testing Certification Board
- Italian Testing Board
- Japanese Testing Board
- Korean Testing Board
- Latvia Testing Board
- Luxembourg Testing Board (LTB)
- Malaysian Software Testing Board
- Nigerian Software Testing Board
- Norwegian Testing Board
- Polish Testing Board
- Russian Testing Qualifications Board
- Kingdom of Saudi Arabia Testing Board (KSATB)
- SASTQB – South African Software Testing Qualification Board
- South East European Testing Board
- Spanish Testing Board
- Swedish Software Testing Board
- Swiss Testing Board
- Turkish Testing Board
- UK Testing Board
- Ukraine Testing Board
- Vietnamese Testing Board

Il board italiano ITA-STQB è stato fondato nel 2007.